# 刘雯 (主持人)
刘雯，中国河南电视台主持人，男，河南开封人，身高1.81米，毕业于河南大学新闻与传播学院播音与主持艺术专业。

## 个人经历
- 2006年的7月，在中央人民广播电台《中国之声》举办的“激情世界杯走近中国十大高校”重点高校的校园主持人活动中，刘雯代表河南大学夺得第一名的优秀成绩，成为2006世界杯最佳校园主持人，冠名“中国大学生优秀节目主持人”。
- 2007年8月，在中央电视台综艺频道《挑战主持人》高校才艺大比拼活动中，刘雯取得了华中赛区的冠军。
- 2008年6月到河南电视台都市频道工作，主持多个综艺栏目和大型晚会。